# Capitão Contar
 (octobre 2022).
La mise en forme du texte ne suit pas les recommandations de Wikipédia : il faut le « wikifier ».
Les points d'amélioration suivants sont les cas les plus fréquents. Le détail des points à revoir est peut-être précisé sur la page de discussion.
- Les titres sont pré-formatés par le logiciel. Ils ne sont ni en capitales, ni en gras.
- Le texte ne doit pas être écrit en capitales (les noms de famille non plus), ni en gras, ni en italique, ni en « petit »…
- Le gras n'est utilisé que pour surligner le titre de l'article dans l'introduction, une seule fois.
- L'italique est rarement utilisé : mots en langue étrangère, titres d'œuvres, noms de bateaux, etc.
- Les citations ne sont pas en italique mais en corps de texte normal. Elles sont entourées par des guillemets français : « et ».
- Les listes à puces sont à éviter, des paragraphes rédigés étant largement préférés. Les tableaux sont à réserver à la présentation de données structurées (résultats, etc.).
- Les appels de note de bas de page (petits chiffres en exposant, introduits par l'outil «  Source ») sont à placer entre la fin de phrase et le point final[comme ça].
- Les liens internes (vers d'autres articles de Wikipédia) sont à choisir avec parcimonie. Créez des liens vers des articles approfondissant le sujet. Les termes génériques sans rapport avec le sujet sont à éviter, ainsi que les répétitions de liens vers un même terme.
- Les liens externes sont à placer uniquement dans une section « Liens externes », à la fin de l'article. Ces liens sont à choisir avec parcimonie suivant les règles définies. Si un lien sert de source à l'article, son insertion dans le texte est à faire par les notes de bas de page.
- La présentation des références doit suivre les conventions bibliographiques. Il est recommandé d'utiliser les modèles {{Ouvrage}}, {{Chapitre}}, {{Article}}, {{Lien web}} et/ou {{Bibliographie}}. Le mode d'édition visuel peut mettre en forme automatiquement les références.
- Insérer une infobox (cadre d'informations à droite) n'est pas obligatoire pour parachever la mise en page.

Pour une aide détaillée, merci de consulter Aide:Wikification.
Si vous pensez que ces points ont été résolus, vous pouvez retirer ce bandeau et améliorer la mise en forme d'un autre article.
Capitão Contar, né le 25 décembre 1983 à Campinas, est un homme politique brésilien, il se présente au second tour des élections au Brésil pour le poste de gouverneur du Mato Grosso do Sul, actuellement député d'État du Mato Grosso do Sul, affilié au Parti rénovateur travailliste brésilien (PRTB),.
Il fréquente l'École préparatoire des cadets aux armées (EsPCEx), en 2002 à Campinas.
Il est diplômé de l'Academia Militar das Agulhas Negras – AMAN, en 2006 à Resende.
Diplômé de l'École de Perfectionnement des Officiers - EsAO, en 2017.

## Membre du Congrès
En 2018, Contar a contesté la première élection et a été élu député d'État le plus voté, À l'Assemblée législative du Mato Grosso do Sul, il a guidé ses actions en défendant des thèmes tels que : la lutte contre la corruption, la réduction des impôts et l'État sûr.

## Vie privée
Fils de René Roberto Contar et Miriam Machado Barbosa Contar, qui lui ont conseillé de choisir Campo Grande pour vivre après une formation à AMAN, poursuivant le travail lié aux racines familiales, commencé par son grand-père paternel, M. Arif Contar, un Libanais venu à Le Brésil au début du siècle dernier. Installée dans la capitale, la famille a été l'une des pionnières du développement de la région, construisant une histoire d'honneur et de tradition Contar est marié à Iara Diniz.
Il a toujours été intéressé par le sport et la moto, ayant parcouru 18 pays d'Amérique sur sa moto. Dans l'une de ces aventures, il atteint les confins de l'Amérique comme Ushuaia (Argentine) et l'Alaska (États-Unis).

## Candidat au gouvernement du Mato Grosso do Sul
Le capitaine Contar est candidat au gouvernement du Mato Grosso do Sul par le Parti brésilien du renouveau du travail, avec, comme adjoint, l'avocat, professeur d'université, homme d'affaires et éleveur Humberto Sávio Abussafi Figueiró.
Lors de sa campagne au premier tour, plusieurs politiciens et personnalités du Brésil lui ont déclaré leur soutien dans le journal brésilien Jornal Nacional. Jair Bolsonaro a déclaré en direct qu'il soutenait le Capitão Contar.